# Куше (коммуна)
Куше́ (фр. Couchey) — коммуна во Франции, находится в регионе Бургундия. Департамент коммуны — Кот-д’Ор. Входит в состав кантона Жевре-Шамбертен. Округ коммуны — Дижон.
Код INSEE коммуны — 21200.

## Население
Население коммуны на 2010 год составляло 1192 человека.
| 1962 | 1968 | 1975 | 1982 | 1990 | 1999 | 2010 |
| ---- | ---- | ---- | ---- | ---- | ---- | ---- |
| 753  | 974  | 1255 | 1135 | 1267 | 1187 | 1192 |

## Экономика
В 2010 году среди 719 человек трудоспособного возраста (15—64 лет) 535 были экономически активными, 184 — неактивными (показатель активности — 74,4 %, в 1999 году было 69,7 %). Из 535 активных жителей работали 499 человек (259 мужчин и 240 женщин), безработных было 36 (17 мужчин и 19 женщин). Среди 184 неактивных 75 человек были учениками или студентами, 63 — пенсионерами, 46 были неактивными по другим причинам.